# Georg Knipping

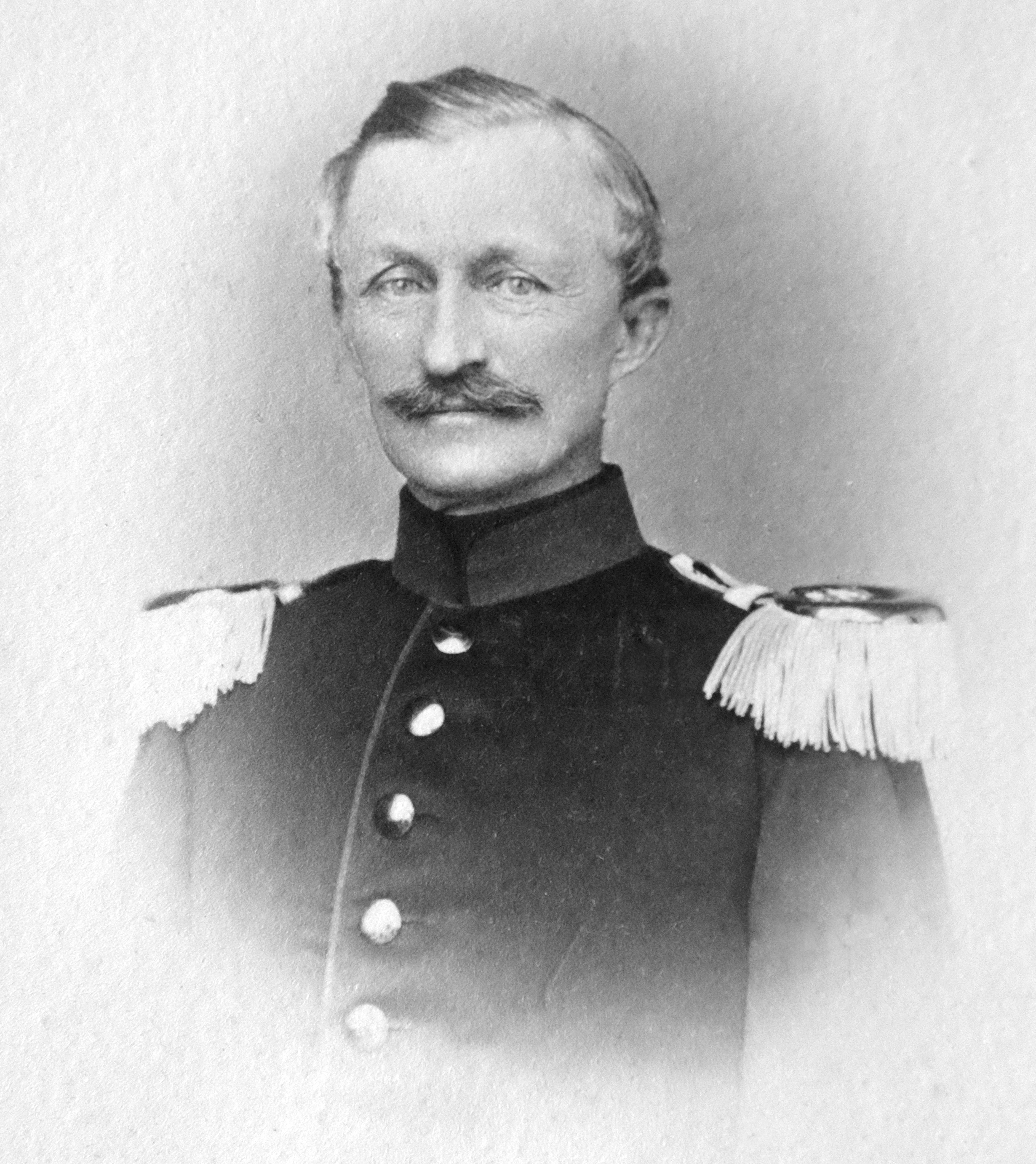

Georg Knipping (* 22. Januar 1814 in Hemeringen; † 18. Dezember 1886 in Göttingen) war preußischer Generalleutnant.

## Leben

### Herkunft
Seine Eltern waren der Kaufmann Christian Philipp Knipping (*1760 †1822) und dessen Ehefrau Anna Elisabeth "Elise", geb. Herschel (*1783 †1872).

### Werdegang
Knipping trat am 20. November 1830 als Kadett in das 2. Infanterie-Regiment der Hannoverschen Armee ein und avancierte Anfang Februar 1834 zum titular Sekondeleutnant. Von 1834 bis 1836 absolvierte er zur weiteren Ausbildung die Militärakademie in Hannover und erhielt zwischenzeitlich das Patent zu seinem Dienstgrad. Am 2. Februar 1838 erfolgte seine Versetzung in das 3. Leichte Bataillon. Dort wurde er am 1. Oktober 1841 zum Generalstabsoffizier II. Klasse ernannt und stieg Ende Mai 1845 zum Premierleutnant und Bataillonsadjutanten auf.
Während des Feldzuges gegen Dänemark nahm Knipping an den Gefechten bei Schleswig, Bilschau, an den Düppeler Höhen, an der Windmühle von Nübel, Stendrup, Osterdüppel und Ulderup teil. In dieser Zeit wurde er am 9. November 1849 zum Hauptmann II. Klasse befördert. Am 16. Dezember 1851 kam er als Kompaniechef in das 4. Infanterie-Regiment und war von April 1855 bis Mai 1859 als Adjutant der 2. Infanterie-Division kommandiert. Bis Ende Mai 1861 avancierte Knipping zum Oberstleutnant und kämpfte 1866 im Krieg gegen Preußen bei Langensalza und Mechterstedt.
Nach der Annexion von Hannover durch Preußen wechselte er am 9. März 1867 in die Preußische Armee und wurde als Oberstleutnant mit Patent vom 3. Mai 1861 dem 3. Magdeburgischen Infanterie-Regiment Nr. 66 aggregiert. Am 18. April 1867 zum Oberst befördert, wurde er am 14. Juni 1867 mit der Führung des I. Bataillons beauftragt und am 9. Januar 1868 zum Kommandeur des 4. Niederschlesischen Infanterie-Regiments Nr. 51 ernannt.
Während des Krieges gegen Frankreich nahm Knipping 1870/71 an den Belagerung von Pfalzburg und Paris sowie den Gefechten bei Thiais und Choisy-le-Roi teil. Ausgezeichnet mit beiden Klassen des Eisernen Kreuzes wurde er nach dem Krieg unter Stellung à la suite seines Regiments zum Kommandeur der 22. Infanterie-Brigade ernannt und am 18. Januar 1872 zum Generalmajor befördert. In dieser Stellung erhielt er Mitte September 1875 den Roten Adlerorden II. Klasse mit Eichenlaub. Er wurde am 13. April 1876 unter Verleihung des Charakters als Generalleutnant mit Pension zur Disposition gestellt. Er starb am 18. Dezember 1886 in Göttingen.

### Familie
Knipping heiratete Emilie Uhlhorn († 1857) und hatte mit ihr die Kinder Anna (* 1853), Hermann (*/† 1854), Martha (* 1855), Wilhelmine (* 1857) sowie Emilie (* 1857).